# Il Mahabharata
Il Mahabharata (The Mahabharata) è una miniserie televisiva franco-britannico-statunitense trasmessa per la prima volta nel 1989 su Channel 4 in 3 puntate. Adattamento dell'omonimo spettacolo teatrale di Jean-Claude Carrière messo in scena da Peter Brook tra il 1985 e il 1988, ne è stata realizzata sia una versione televisiva da cinque ore e mezza che una cinematografica da circa tre ore.
È, come l'opera da cui è tratta, una riduzione del poema epico indiano Mahābhārata, interpretato da un cast internazionale di 17 Paesi diversi.

## Trama

### Il gioco dei dadi
- Durata: 97 minuti[1]
- Altri interpreti: Lou Bihler (Karṇa da bambino), Gisèle Hogard (Ambikā), Akram Khan (Ekalavya), Tuncel Kurtiz (Śakuni), Clément Masdongar (Kindama), Leela Mayor (Satyavatī), Tamsir Niane (Urvaśī), Abbi Patrix (Śalva), Julie Romanus (Ambālikā), Myriam Tadesse (ancella di Gāndhārī), Velu Visvanathan (Parāśara).

### Esilio nella foresta
- Durata: 113 minuti[2]
- Altri interpreti: Maurice Bénichou (Kīcaka), Amba Bihler (figlia di Virāṭa), Lutfi Jakfar (Uttara), Yumi Nara (Sudéṣṇā), Mas Soegeng (Virāṭa).

### La guerra
- Durata: 110 minuti[3]
- Altri interpreti: Nolan Hemmings (Abhimanyu), Ciarán Hinds (Aśvatthāmā), Hapsari Hardjito (Uttarā), Joseph Kurian (Dhṛṣṭadyumna), Ken Higelin (Mārkaṇḍeya).

## Personaggi e interpreti

### Principali
- Ambā, interpretate da Corinne Jaber.

Principessa kasi vinta, assieme ad Ambikā e Ambālikā, da Bhīṣma nello svayaṃvara, giura vendetta a quest'ultimo reincarnandosi nella guerriera Śikhaṇḍī. Si schiera coi Pāṇḍava.
- Arjuna, interpretato da Vittorio Mezzogiorno.

Terzogenito dei Pāṇḍava e prediletto di Kṛṣṇa. Biologicamente figlio di Kuntī e del dio Indra.
- Bhīma, interpretato da Mamadou Dioumé.

Secondogenito dei Pāṇḍava. Biologicamente figlio di Kuntī e del dio Vāyu.
- Bhīṣma, interpretato da Sotigui Kouyaté.

Guerriero immortale, consigliere di Pāṇḍu prima e Dhṛtarāṣṭra poi, si schiera coi Kaurava.
- Dhṛtarāṣṭra, interpretato da Ryszard Cieślak.

Sovrano cieco, padre dei Kaurava e zio dei Pāṇḍava. Biologicamente figlio di Vyāsa e Ambikā.
- Draupadī, interpretata da Mallika Sarabhai.

Sposa dei Pāṇḍava.
- Droṇa, interpretato da Yoshi Oida.

Precettore di Kaurava e Pāṇḍava, si schiera coi primi.
- Duḥśāsana, interpretato da Urs Bihler.

Secondogenito dei Kaurava.
- Duryodhana, interpretato da Georges Corraface.

Maggiore dei Kaurava.
- Gāndhārī, interpretata da Hélène Patarot.

Regina di Dhṛtarāṣṭra, madre dei Kaurava e zia dei Pāṇḍava.
- Gaṇeśa interpretato da Bruce Myers.

Dio dalla testa d'elefante a cui Vyāsa detta il Mahābhārata.
- Karṇa, interpretato da Jeffery Kissoon.

Segretamente figlio di Kuntī e del dio Sūrya, viene abbandonato da bambino e cresciuto da un carrettiere. Si schiera coi Kaurava quando Duryodhana lo eleva a suo pari. Lou Bihler interpreta Karṇa da bambino.
- Kṛṣṇa interpretato da Bruce Myers.

Ottavo avatāra del dio Visnù e protettore dei Pāṇḍava.
- Kuntī, interpretata da Miriam Goldschmidt.

Sposa di Pāṇḍu e madre dei primi tre Pāṇḍava.
- Nakula e Sahadeva, interpretati da Jean-Paul Denizon e Mahmud Tabrizizade.

Gemelli, i minori dei Pāṇḍava. Biologicamente figli di Mādrī e degli dei Aśvin.
- Il ragazzo, interpretato da Antonin Stahly.
- Vyāsa, interpretato da Robert Langdon Lloyd.

Ṛṣi autore del Mahābhārata, interagisce spesso con la vicenda.
- Yudhiṣṭhira, interpretato da Andrzej Seweryn.

Maggiore dei Pāṇḍava. Biologicamente figlio di Kuntī e del dio Yama.

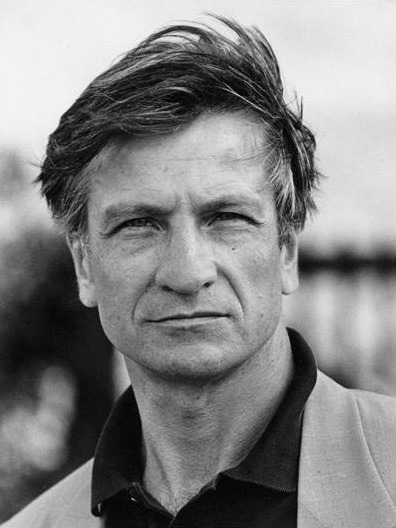
Vittorio Mezzogiorno interpreta Arjuna
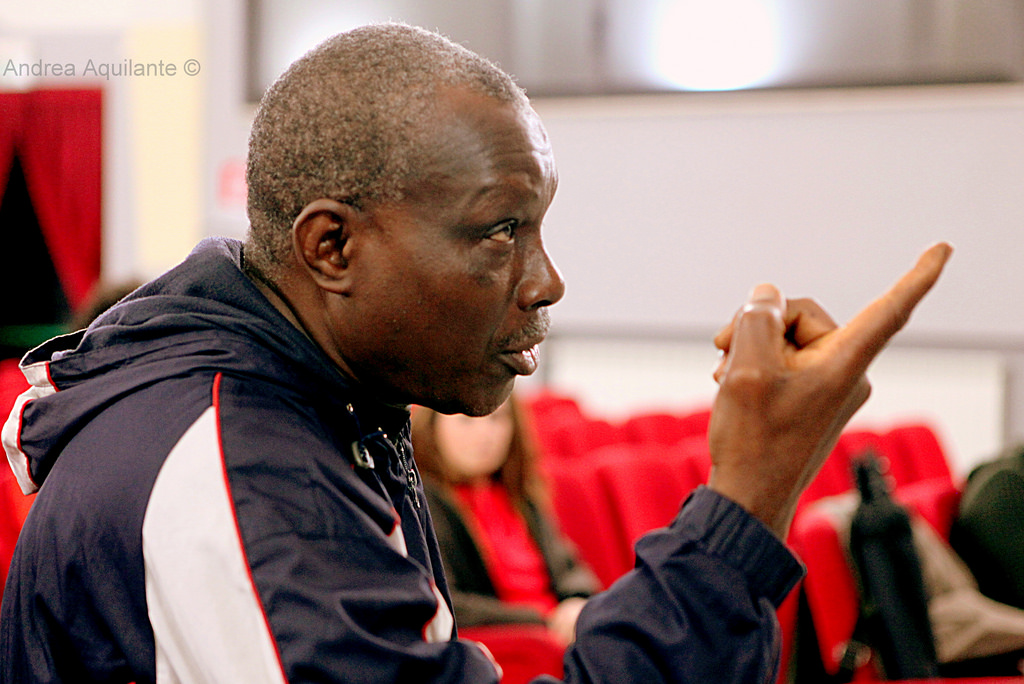
Mamadou Dioumé interpreta Bhīma
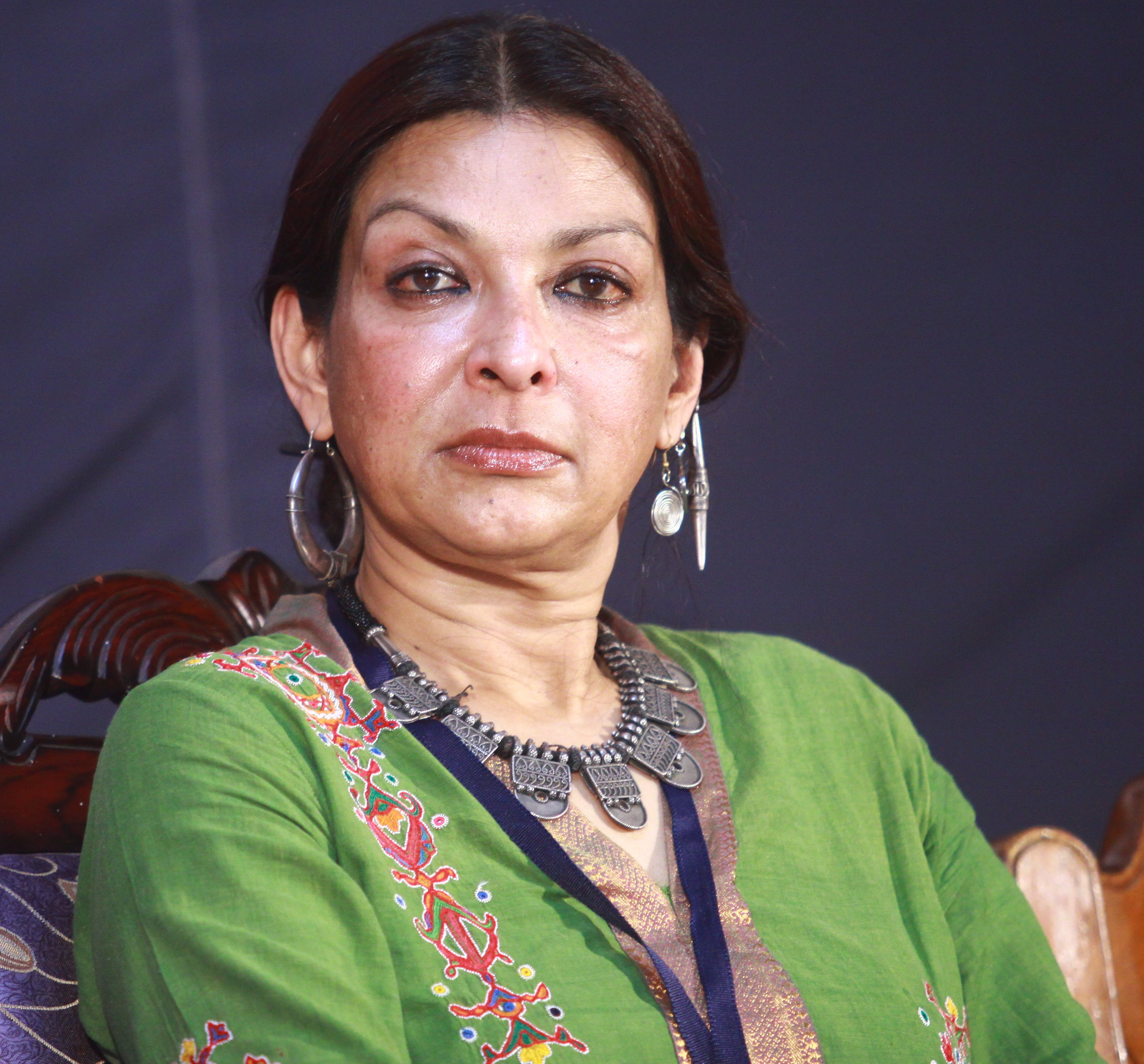
Mallika Sarabhai interpreta Draupadī
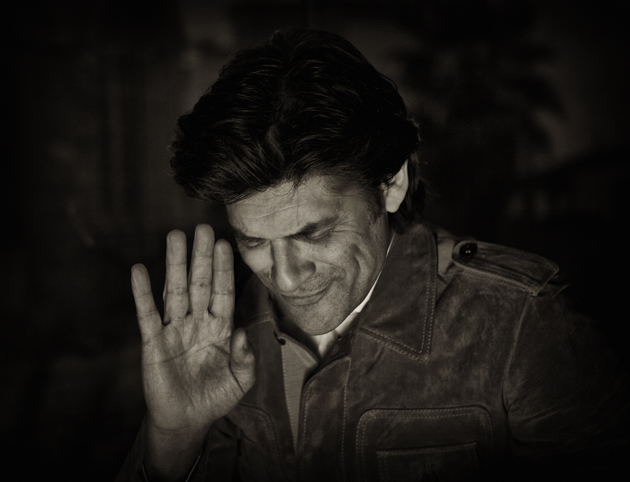
Georges Corraface interpreta Duryodhana
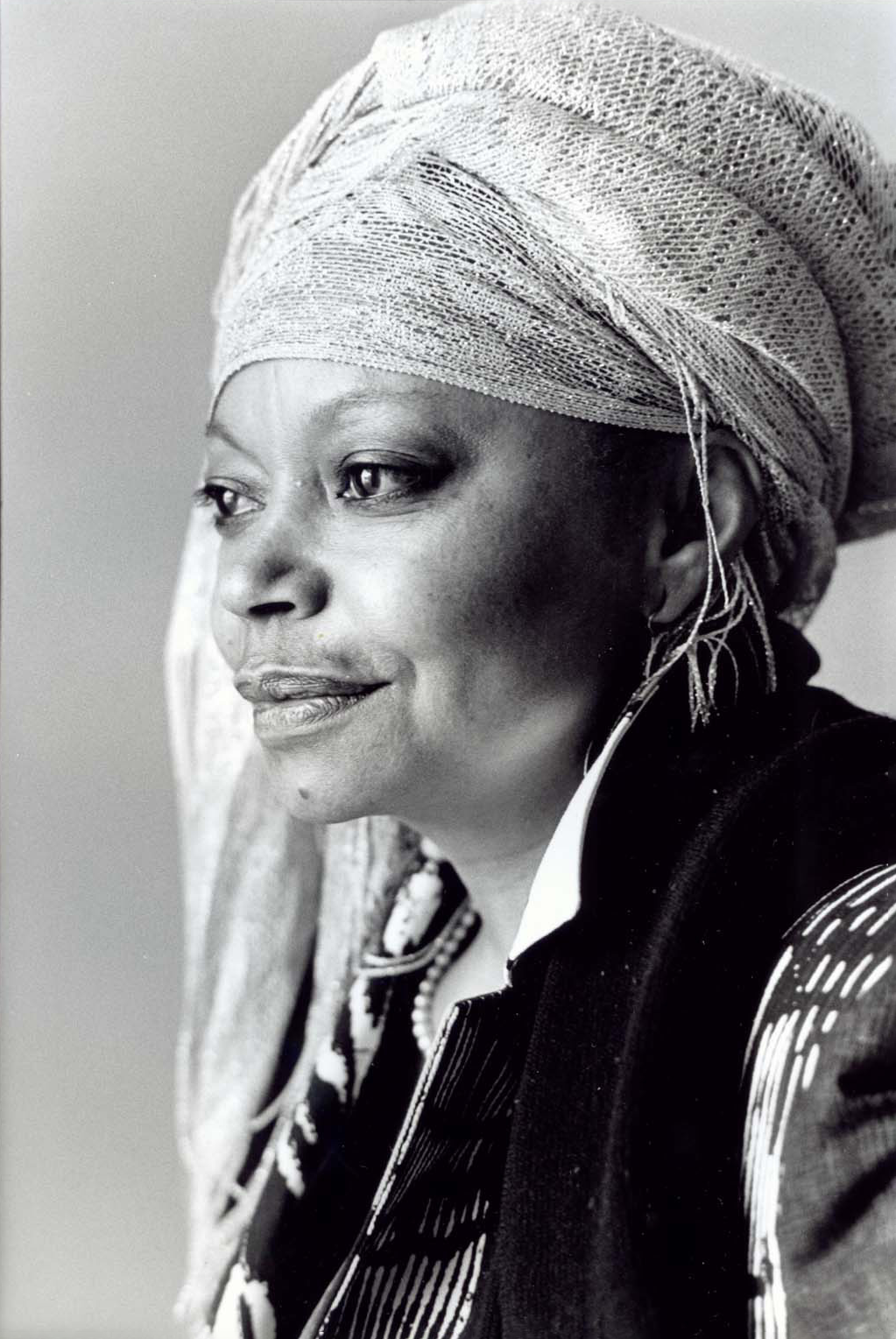
Miriam Goldschmidt interpreta Kuntī
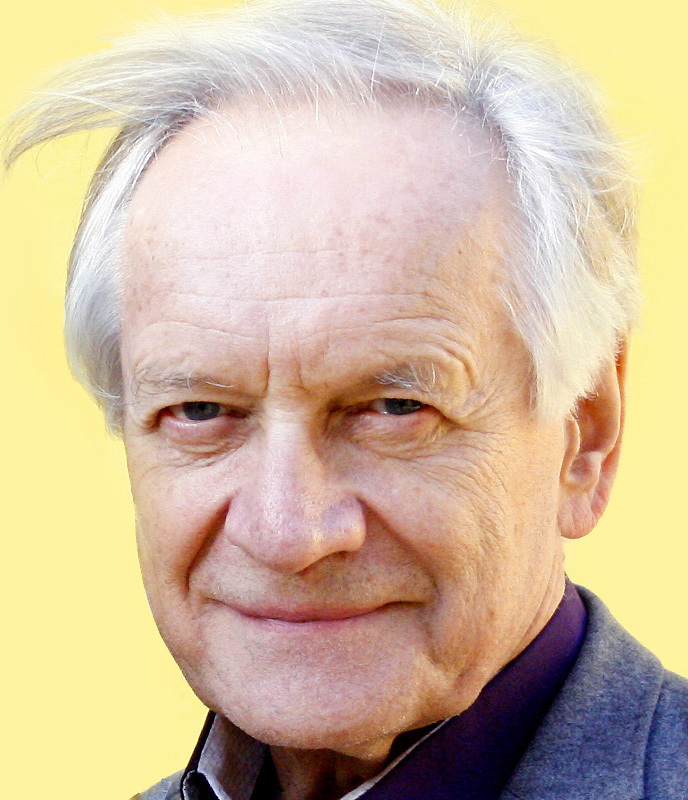
Andrzej Seweryn interpreta Yudhiṣṭhira

### Altri
- Abhimanyu, interpretato da Nolan Hemmings.

Figlio di Arjuna, si schiera coi Pāṇḍava.
- L'ancella di Gāndhārī, interpretata da Myriam Tadesse.
- Ambālikā,[7] interpretata da Julie Romanus.

Principessa kasi vinta, assieme ad Ambā e Ambikā, da Bhīṣma nello svayaṃvara. Madre di Pāṇḍu.
- Ambikā,[8] interpretata da Gisèle Hogard.

Principessa kasi vinta, assieme ad Ambā e Ambālikā, da Bhīṣma nello svayaṃvara. Madre di Dhṛtarāṣṭra.
- Aśvatthāmā, interpretato da Ciarán Hinds.

Figlio di Droṇa, si schiera coi Kaurava.
- Dhṛṣṭadyumna, interpretato da Joseph Kurian.

Fratello di Draupadī, si schiera coi Pāṇḍava.
- Ekalavya, interpretato da Akram Khan.

Aspirante allievo di Droṇa.
- La figlia di Virāṭa, interpretata da Amba Bihler.
- Ghaṭotkaca, interpretato da Bakary Sangaré.

Stregone, figlio di Bhīma e Hiḍimbī, si schiera coi Pāṇḍava.
- Hiḍimbī, interpretata da Erika Alexander.

Rākṣasa, sposa di Bhīma e madre di Ghaṭotkaca.
- Kīcaka, interpretato da Maurice Bénichou.

Generale e cognato di Virāṭa, insidia Draupadī.
- Kindama,[9] interpretato da Clément Masdongar.

Ṛṣi trasfigurato come gazzella trafitto da Pāṇḍu assieme alla moglie durante il coito, maledice quest'ultimo.
- Mādrī, interpretata da Erika Alexander.

Sposa di Pāṇḍu e madre degli ultimi due Pāṇḍava.
- Mārkaṇḍeya,[10] interpretato da Ken Higelin.

Ragazzo evocato da Bhīṣma sul letto di morte per istruire Yudhiṣṭhira sul dharma.
- Pāṇḍu, interpretato da Tapa Sudana.

Fratello maggiore di Dhṛtarāṣṭra, in cui favore ha abdicato, padre dei cinque Pāṇḍava. Biologicamente figlio di Vyāsa e Ambālikā.
- Parāśara,[11] interpretato da Velu Visvanathan.

Ṛṣi errante che fa l'amore con Satyavatī.
- Paraśurāma, interpretato da Sotigui Kouyaté.

Sesto avatāra del dio Visnù, maledice Karṇa.
- Un rākṣasa, interpretato da Bakary Sangaré.

Spirito maligno, fratello di Hiḍimbī.
- Śakuni, interpretato da Tuncel Kurtiz.

Fratello di Gāndhārī e zio dei Kaurava, abile giocatore.
- Śalya, interpretato da Tapa Sudana.

TBD.
- Śalva, interpretato da Abbi Patrix.

Sovrano e pretendente di Ambā.
- Satyavatī, interpretata da Leela Mayor.

Ragazza concepita mitologicamente e madre di Vyāsa.
- Śiva, interpretato da Tapa Sudana.

Dio della creazione.
- Sudéṣṇā,[12] interpretata da Yumi Nara.

Regina di Virāṭa.
- Sūrya, interpretato da Bakary Sangaré.

Dio del Sole.
- Urvaśī, interpretata da Tamsir Niane.

TBD.
- Uttara, interpretato da Lutfi Jakfar.

Primogenito di Virāṭa, si schiera coi Pāṇḍava.
- Uttarā,[13] interpretata da Hapsari Hardjito.

Figlia di Virāṭa e moglie di Abhimanyu.
- Virāṭa, interpretato da Mas Soegeng.

Sovrano matsya presso cui i Pāṇḍava trascorrono il 13º anno di esilio.

## Puntate
| nº | Titolo originale    | Titolo UK             | Titolo italiano      | Prima TV UK      | Prima TV USA  | Uscita Italia  |
| -- | ------------------- | --------------------- | -------------------- | ---------------- | ------------- | -------------- |
| 1  | The Game of Dice    | The Mahabharata       | Il gioco dei dadi    | 9 dicembre 1989  | 25 marzo 1991 | 12 luglio 1990 |
| 1  | The Game of Dice    | The Game of Dice      | Il gioco dei dadi    | 9 dicembre 1989  | 25 marzo 1991 | 12 luglio 1990 |
| 2  | Exile in the Forest | Exile                 | Esilio nella foresta | 9 dicembre 1989  | 26 marzo 1991 | 12 luglio 1990 |
| 2  | Exile in the Forest | The Rules of War      | Esilio nella foresta | 9 dicembre 1989  | 26 marzo 1991 | 12 luglio 1990 |
| 3  | The War             | War                   | La guerra            | 9 dicembre 1989  | 27 marzo 1991 | 12 luglio 1990 |
| 3  | The War             | The Gates of Paradise | La guerra            | 10 dicembre 1989 | 27 marzo 1991 | 12 luglio 1990 |

## Produzione
La miniserie è nata dall'interessamento di Harvey Lichtenstein della Brooklyn Academy of Music dopo che lo spettacolo si era trasferito a New York nel 1987. In precedenza il produttore David Puttnam, durante la sua presidenza alla Columbia Pictures, aveva proposto a Brook di trarne un film ad alto budget, ma quest'ultimo trovava "più interessante" l'idea di realizzare qualcosa «a metà tra un film realistico e il teatro filmato».
Brook e Carrière hanno deciso di non limitarsi a filmare lo spettacolo teatrale, ma di operare un vero passaggio formale, riscrivendo per svariati mesi il copione per adattarlo al cinema. Alcune scene sono state quindi accorciate e cambiate di posizione, mentre la possibilità di usare i primi piani e altri mezzi alieni al teatro, per comunicare sentimenti o passaggi di tempo, ha comportato dei cambiamenti stilistici in altre scene. Secondo Carrière «pur tagliando molto rispetto al teatro, [l'adattamento] ha comunque conservato un'unità, una coesione, senza sacrificare nessuno dei colori dello spettacolo: l'aspetto ludico e quello critico, il colore epico e quello spirituale», mentre nelle parole di Brook: «dubito che chi vedrà la versione televisiva di sei ore sarà in grado di capire quali parti sono state tagliate [...] le [stesse] cose possono essere espresse più velocemente su schermo».
Il budget del film è stato di 5 milioni di dollari.
Le riprese si sono svolte esclusivamente in un teatro di posa in procinto di essere demolito a Joinville (Francia) e sono durate 12 settimane, tra l'ottobre 1988 e il gennaio 1989. William Lubtchansky ha girato la miniserie in 35mm. Dopo aver effettuato dei sopralluoghi di location scouting in Grecia e Tunisia, Carrière e Brook avevano optato per girare tutto in interni onde evitare di cadere «nel reportage, nel documentario, nella vita quotidiana», ritenendo che il Mahābhārata avesse «bisogno di una stilizzazione forte, di dimensioni sovrumane». La scenografa e costumista Chloé Obolensky ha ripreso i suoi ruoli dalla produzione teatrale, trovandosi però a daver creare delle scenografie più "concrete" che quelle dello spettacolo, dove spesso gli spazi erano semplicemente suggeriti dalle parole degli attori. Obolensky si è recata in India per reclutare maestranze locali l'aiutassero nel compito e le fornissero costumi o oggetti di scena autentici.

### Versioni
Il montaggio iniziale durava sei ore, contro le nove dello spettacolo, poi ridotto alle cinque ore e mezzo (321 minuti) finali della versione televisiva. Carrière ha spinto poi per la creazione di una riduzione cinematografica, della durata di 175 minuti, che, dovendo operare numerosi e pesanti tagli, ha accentuato il ruolo di Vyāsa come narratore della vicenda per mantenere la coerenza narrativa, oltre a tagliare la maggior parte dei doppi/tripli ruoli per evitare confusioni nel pubblico non abituato alla finzione teatrale.

## Distribuzione
La miniserie è stata trasmessa la prima volta in Olanda nel 1989. Nel Regno Unito è stata poi trasmessa in 6 puntate di 50 minuti ciascuna su Channel 4 nel corso di un unica serata tra il 9 e il 10 dicembre 1989, come la Nuit du Mahabharata teatrale. Negli Stati Uniti è stata trasmessa in 3 puntate dalla PBS dal 25 marzo al 27 marzo 1991 come parte della serie Great Performances.
La versione cinematografica è stata presentata in anteprima fuori concorso il 3 settembre 1989 alla 46ª Mostra internazionale d'arte cinematografica di Venezia, come film di pre-inaugurazione dell'edizione. Alla Mostra ne è stata anche presentata la versione TV con una puntata al giorno dal 5 al 7 settembre e poi nuovamente dal 10 al 12 settembre.
In Italia, per via del disinteresse dei distributori e degli acquirenti televisivi, la miniserie è arrivata inizialmente solo nella sua versione cinematografica, distribuita a partire dal 12 luglio 1990 da Mikado Film nelle sale cinematografiche italiane. È stata preceduta il 5 luglio da un'anteprima torinese alla presenza dell'indologo Oscar Botto e l'ambasciatore indiano Akbar Mirza Khalili. Sempre la versione per il cinema è stata trasmessa in prima visione il 9 agosto 1992 su Raitre, in seconda serata.

### Home video
In Italia, la miniserie è arrivata per la prima volta al pubblico nella propria "versione integrale" nell'ottobre 1991, editata in tre videocassette dalla General Video. È stata rieditata dalla Sampaolo Audiovisivi nel giugno 1993, sia nella versione TV in tre cassette che in quella cinematografica in un'unica. È stata editata in DVD dalla Dolmen Home Video nel novembre 2006 nella versione TV, e successivamente anche in quella per il cinema.

### Restauro
In seguito ad una decennale battaglia legale coi detentori del negativo, la versione cinematografica della miniserie è stata restaurata nel 2024 in 8K con profondità di colore 16 bit presso la TransPerfect Media di Parigi, sotto la supervisione di Simon Brook, figlio del regista. Il restauro è stato presentato in anteprima nella sezione Venezia Classici della 81ª Mostra internazionale d'arte cinematografica, venendo poi distribuito nelle sale cinematografiche italiane a partire dal 20 agosto 2025 da Cinemaundici e Lumière & Co. Brook ha espresso l'intenzione di restaurare anche la versione televisiva della miniserie allo stesso modo.